# みつばち健康科学研究所

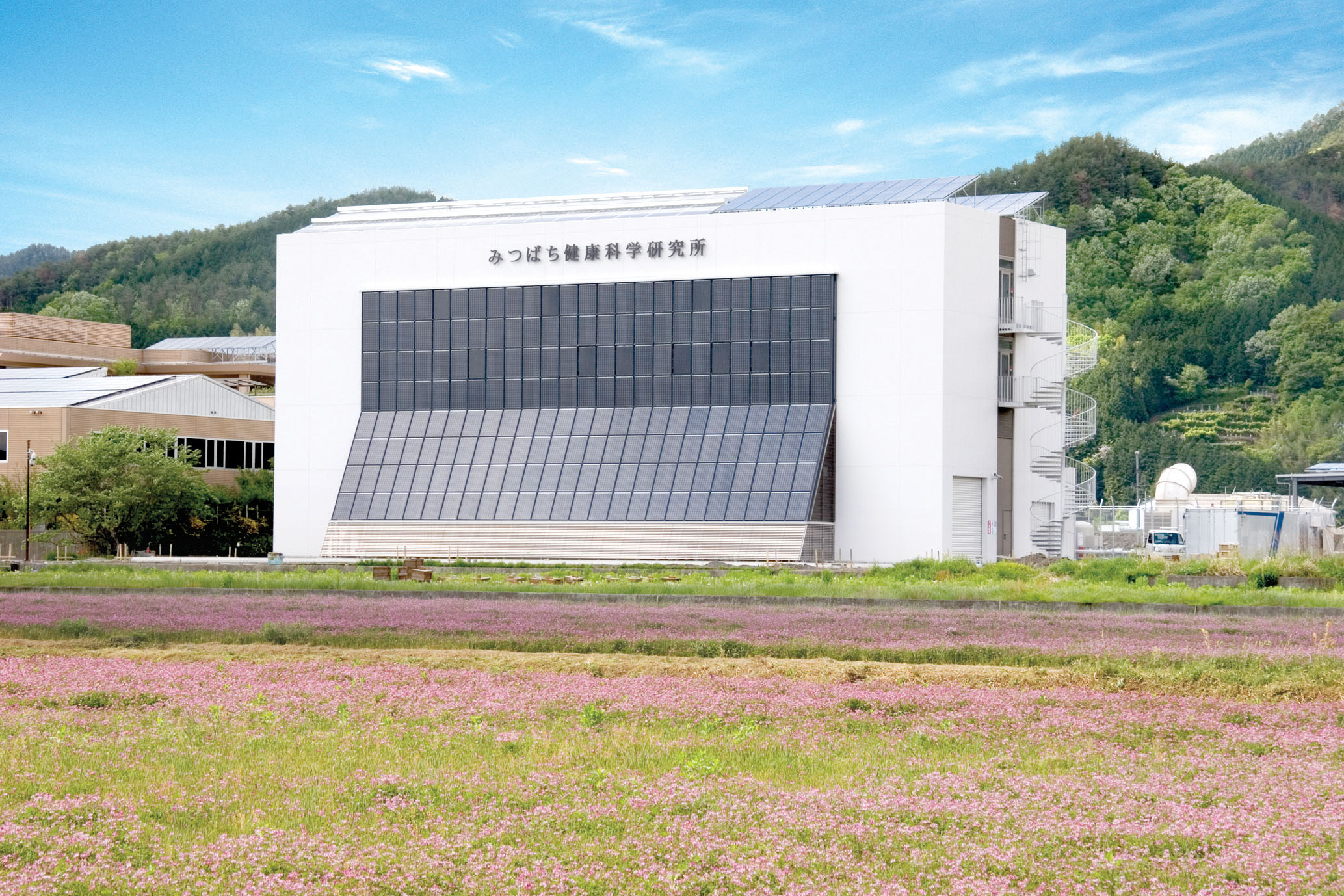
みつばち健康科学研究所（岡山県苫田郡鏡野町香々美1281-1）

みつばち健康科学研究所は岡山県苫田郡鏡野町香々美にある研究所。

## 概要
「自然との共生」「人間愛」に基づく理念のもと、ミツバチ産品など天然素材の研究、自然環境、養蜂技術の研究、健康情報の発信を通じて、科学的な面から人々の健康への貢献をめざすとしている。

## 研究活動
素材の有効性研究のみにとどまらず、山田養蜂場が長年の養蜂業で得た経験と知識を活かし、人と自然環境との調和をテーマとした研究活動を行っている。また、国内外の研究機関や養蜂家とネットワークを結び、密な情報交換や、共同での取り組みを行っている。2008年からは新たに、養蜂業界としては画期的な研究助成活動『山田養蜂場　みつばち研究助成』を開始し、大学等研究施設の支援を行っている。

### 主な研究素材
ローヤルゼリー、プロポリス、はちみつ、花粉荷、ミツロウ、蜂の子、みつばち、蜂毒（Bee venom、アピトキシン、Apitoxin）、生薬、ハーブ、世界の天然素材

### 主な研究テーマ
素材の研究対象
- プロポリス：血糖値、大腸癌、鎮痛作用、アトピー性皮膚炎、肺腫瘍、脳、 口中雑菌、抗酸化作用、アレルギー抑制作用について

- ローヤルゼリー：更年期周辺、「糖鎖」、転移抑制、がん、リウマチ、抗酸化作用、潰瘍性大腸炎、神経細胞、高血圧
- トローチ：老人性肺炎

## 環境活動

### 自然エネルギーの活用
太陽光発電パネル屋根と南側の壁面を合わせて70キロワットの電力を供給できる太陽光発電パネルを設置。屋上の一部は、新制御方式適用型の太陽光発電システムを採用。これは、気温が上昇すると太陽光電池モジュールの内部抵抗が上昇することに着目し、太陽電池モジュールを冷却することで、発電効率を向上させることを狙ったもので、神奈川工科大学との共同開発として取り組んでいる。壁面のパネルの下の方は70度傾斜にして、日射量を増やすことで、発電効率の向上を配慮している。建物の前方には池も造り、その池に反射した光線が壁面のパネルに当たることも考慮してデザイン。
なかよし風車22基の木製小型プロペラが蜂の巣状に組み込まれたユニークなスタイル。弱い風でも効率的に発電し、風切り音がほとんど発生しないのが特徴で、蜂の巣型風力発電システムとしては国内実用機第1号になっている。

## その他の活動
- 植樹活動
- エコスクール など